# Mehmed Emin Ali Pasza
Mehmed Emin Ali Pasza, (ur. 5 marca 1815 w Stambule, zm. 7 września 1871 tamże) – polityk, dyplomata, wielki wezyr Imperium Osmańskiego. 
Karierę rozpoczął jako dyplomata, pracując w służbie zagranicznej w placówkach dyplomatycznych w Wiedniu, Petersburgu i Londynie. 
Od 1846 kilkukrotnie piastował urząd ministra spraw zagranicznych i wielkiego wezyra. Na zmianę z Fuad Paszą prowadził politykę zagraniczną Turcji osmańskiej. Przyjmując postawę oświeceniową prowadził politykę równoważenia żądań mocarstw europejskich i interesu państwa osmańskiego. Był zwolennik reform państwa na wzór europejski. W 1855  został przewodniczącym delegacji tureckiej na rozmowach pokojowych w Wiedniu oraz Paryżu, które miały zakończyć wojnę krymską. Był jednym z sygnatariuszy tzw. traktatu paryskiego.  
Jako wielki wezyr w polityce wewnętrznej ułożył zatwierdzone 18 lutego 1857 prawa określające równość muzułmańskich i niemuzułmańskich poddanych imperium. W czasie podróży sułtana Abdülaziza po Europie w 1867 sprawował funkcję regenta. Brał udział w tłumieniu powstania kreteńskiego (1867-1868) nie dopuszczając do interwencji mocarstw europejskich i wybuchu zbrojnego konfliktu z Grecją. Wraz z Fuad Paszą przeforsował w 1868 przekształcenie tureckiej rady państwa w rodzaj ciała konstytucyjnego. W 1869 doprowadził do uznania przez kedywa egipskiego zwierzchniej władzy sułtańskiej. 